# Усещане за жена
Усещане за жена (на английски: Scent of a Woman) е драматичен филм от 1992 г., режисиран от Мартин Брест с участието на Ал Пачино и Крис О'Донъл, римейк на филма на Дино Ризи от 1974 година „Ухание в мрака“.
Филмът разказва историята на примерния ученик Чарли Симс (О'Донъл) от елитна частна гимназия, неволно забъркан в хулиганска подигравка срещу директора на училището. Произхождайки от работническо семейство той трябва да работи през почивните дни за да припечели пари за джобни и коледен самолетен билет до родното място. Така Симс е нает като асистент – гледач на раздразнителен, пенсиониран по болест, сляп армейски полковник (Пачино).
Сценарият на Бо Голдмън е адаптация по новелата Il buio e il miele (на български: Мрак и мед) на Джовани Арпино.
Усещане за жена донася наградата „Оскар“ за изпълнението на Ал Пачино. Номиниран е в още три категории: най-добър филм, най-добър режисьор и най-добър адаптиран сценарий. Филмът е големия победител при наградите „Златен глобус“, спечелвайки три от основните отличия.

## В ролите
| Актьор              | Роля                                |
| ------------------- | ----------------------------------- |
| Ал Пачино           | Франк Слейд – пенсиониран полковник |
| Крис О'Донъл        | Чарли Симс                          |
| Филип Сеймур Хофман | Джордж Уилис – младши               |
| Джеймс Ребхорн      | господин Траск                      |
| Николас Садлър      | Хари Хевмайър                       |
| Габриел Ануар       | Дона                                |
| Брадли Уитфорд      | Ранди Слейд                         |
| Том Рийс Фарел      | Гари Слейд                          |
| Ричард Венчър       | У. Р. Слейд                         |
| Франсис Конрой      | Кристин Даунс                       |

## Награди и Номинации
Награди на Американската Филмова Академия „Оскар“ (САЩ):
- Награда за най-добър актьор в главна роля за Ал Пачино

- Номинация за най-добър филм
- Номинация за най-добър режисьор за Мартин Брест
- Номинация за най-добър адаптиран сценарий за Бо Голдмън

Награди „Златен глобус“ (САЩ):
- Награда за най-добър филм
- Награда за най-добър актьор в главна роля за Ал Пачино
- Награда за най-добър адаптиран сценарий за Бо Голдмън

- Номинация за най-добър актьор в поддържаща роля за Крис О`Донъл